# Irena Litwinowicz
Irena Litwinowicz-Bojarowicz (ur. 23 sierpnia 1958 w Wilnie) – wileńska samorządowiec, pedagog, reżyser, działaczka kulturalna mniejszości polskiej na Litwie.

## Życiorys
W 1991 roku ukończyła reżyserię w Leningradzkim Instytucie Kultury. Prowadzi studium teatralne w Gimnazjum im. Adama Mickiewicza w Wilnie, jest reżyserem i kierownikiem artystycznym Polskiego Teatru w Wilnie.
Udziela się w życiu politycznym mniejszości polskiej na Wileńszczyźnie, jest m.in. członkiem oddziału wileńskiego AWPL. W 2002 roku została wybrana radną Wilna, pięć lat później odnowiła swój mandat.

## Ordery i odznaczenia
- Krzyż Oficerski Orderu Zasługi Rzeczypospolitej Polskiej (2018)[3][4][5]
- Krzyż Kawalerski Orderu Zasługi Rzeczypospolitej Polskiej (2010)[6][7]
- Złoty Krzyż Zasługi (2002)[8]
- Odznaka honorowa „Zasłużony dla Kultury Polskiej” (2004)